# Oweniidae
Famille
Synonymes
- Ammocharidae Malmgren, 1867[2]

Les Oweniidae sont une famille de vers marins polychètes sédentaires de l'ordre des Canalipalpata.

## Liste des genres
Selon World Register of Marine Species (6 janvier 2019) :
- genre Galathowenia Kirkegaard, 1959
- genre Myriochele Malmgren, 1867
- genre Myriowenia Hartman, 1960
- genre Owenia Delle Chiaje, 1844

## Publication originale
- Rioja, 1917 : Datos para le conocimiento de la fauna de Anélidos Poliquetos del Cantábrico. Trabajos del Museo nacional de ciencias naturales, sér. Zoológica, vol. 29, pp. 1-111 (texte intégral) (es).